# Pterorthochaetes latus
Pterorthochaetes latus är en skalbaggsart som beskrevs av Sharp 1875. Pterorthochaetes latus ingår i släktet Pterorthochaetes och familjen Hybosoridae. Inga underarter finns listade i Catalogue of Life.